# Pujols (Lot-et-Garonne)
Pujols é uma comuna francesa na região administrativa da Nova Aquitânia, no departamento de Lot-et-Garonne. Estende-se por uma área de 24,98 km². Em 2010 a comuna tinha 3 801 habitantes (densidade: 152,2 hab./km²).
Pertence à rede das As mais belas aldeias de França.